# Tetillidae
Tetillidae is een familie van sponsdieren uit de klasse van de Demospongiae (gewone sponzen). 

## Geslachten
- Acanthotetilla Burton, 1959
- Amphitethya Lendenfeld, 1907
- Cinachyra Sollas, 1886
- Cinachyrella Wilson, 1925
- Craniella Schmidt, 1870
- Fangophilina Schmidt, 1880
- Paratetilla Dendy, 1905
- Tetilla Schmidt, 1868